# Eurychorda complanata
Eurychorda complanata är en gräsväxtart som först beskrevs av Robert Brown, och fick sitt nu gällande namn av Barbara Gillian Briggs och Lawrence Alexander Sidney Johnson. Eurychorda complanata ingår i släktet Eurychorda och familjen Restionaceae. Inga underarter finns listade i Catalogue of Life.